# تشاد ريد
تشاد ريد (بالإنجليزية: Chad Reed)‏ هو متسابق دراجات نارية أسترالي، ولد في 15 مارس 1982 في Kurri Kurri, New South Wales ‏ في أستراليا.